# Hafizullah Amin
Pour les articles homonymes, voir Amin.
 (mars 2018).
Si vous disposez d'ouvrages ou d'articles de référence ou si vous connaissez des sites web de qualité traitant du thème abordé ici, merci de compléter l'article en donnant les références utiles à sa vérifiabilité et en les liant à la section « Notes et références ».
Hafizullah Amin, né le 1er août 1929 à Paghman et mort assassiné le 27 décembre 1979 à Kaboul, est un homme d'État afghan. Il est le deuxième président du Conseil révolutionnaire de la république démocratique d'Afghanistan, le régime communiste afghan, du 14 septembre 1979 à sa mort, soit 104 jours. Premier ministre de Nour Mohammad Taraki à partir du 27 mars 1979, il renverse celui-ci, qui est assassiné, le 14 septembre.

## Biographie

### Origines et découverte du communisme
Amin est le représentant du Khalk (« le peuple »), tendance radicale du parti et d'ethnie majoritairement pachtoune, et qui combat l'autre tendance le Parcham (« le drapeau ») plus modérée, d'ethnie majoritairement persane. Très jeune, il fut très inspiré des idées modernes et laïques du kémalisme en Turquie. Il découvrira le communisme dans les années 1950.

### Arrivée au pouvoir
En septembre 1979, il prend, sans le soutien de Moscou, le pouvoir après l'assassinat de son prédécesseur Nour Mohammad Taraki. Il dirige le pays d'une main de fer, ; ainsi des milliers d'opposants politiques, y compris des membres de la tendance Parcham, sont assassinés ou emprisonnés.

### Mort
Il meurt assassiné à Kaboul par des agents du KGB, le 27 décembre 1979 lors de l’opération Chtorm-333 (Bourrasque-333), après une tentative manquée d'empoisonnement. Il a été tué par le commando Zenit, dépendant du PGU, la principale direction du KGB, qui craignait qu'il ne change de camp et devienne pro-américain. Des Spetsnaz ont débarqué de deux Antonov à l'aéroport international de Kaboul revêtus d'uniformes afghans et, guidés par les agents du KGB, ont « nettoyé » le palais présidentiel et assassiné le président. Une douzaine de Soviétiques y perdirent la vie, dont le colonel Grigori Boïarinov, responsable de l'opération, tué par un tir ami car confondu avec un garde afghan.

### Nouveau régime et début de la guerre (1979-1989)
Il est remplacé au pouvoir par Babrak Karmal. C'est avec ce changement que va commencer la résistance afghane des Moudjahidines car l'arrivée des Soviétiques était alors vue comme une invasion étrangère du pays.